# بربورن
بربورن (به آلمانی: Bereborn) یک شهر در آلمان است که در فولکانایفل واقع شده‌است. بربورن ۱۱۵ نفر جمعیت دارد.